# 代姆亞尼夫卡 (海尼切斯克區)
46°56′33″N 34°33′1″E / 46.94250°N 34.55028°E

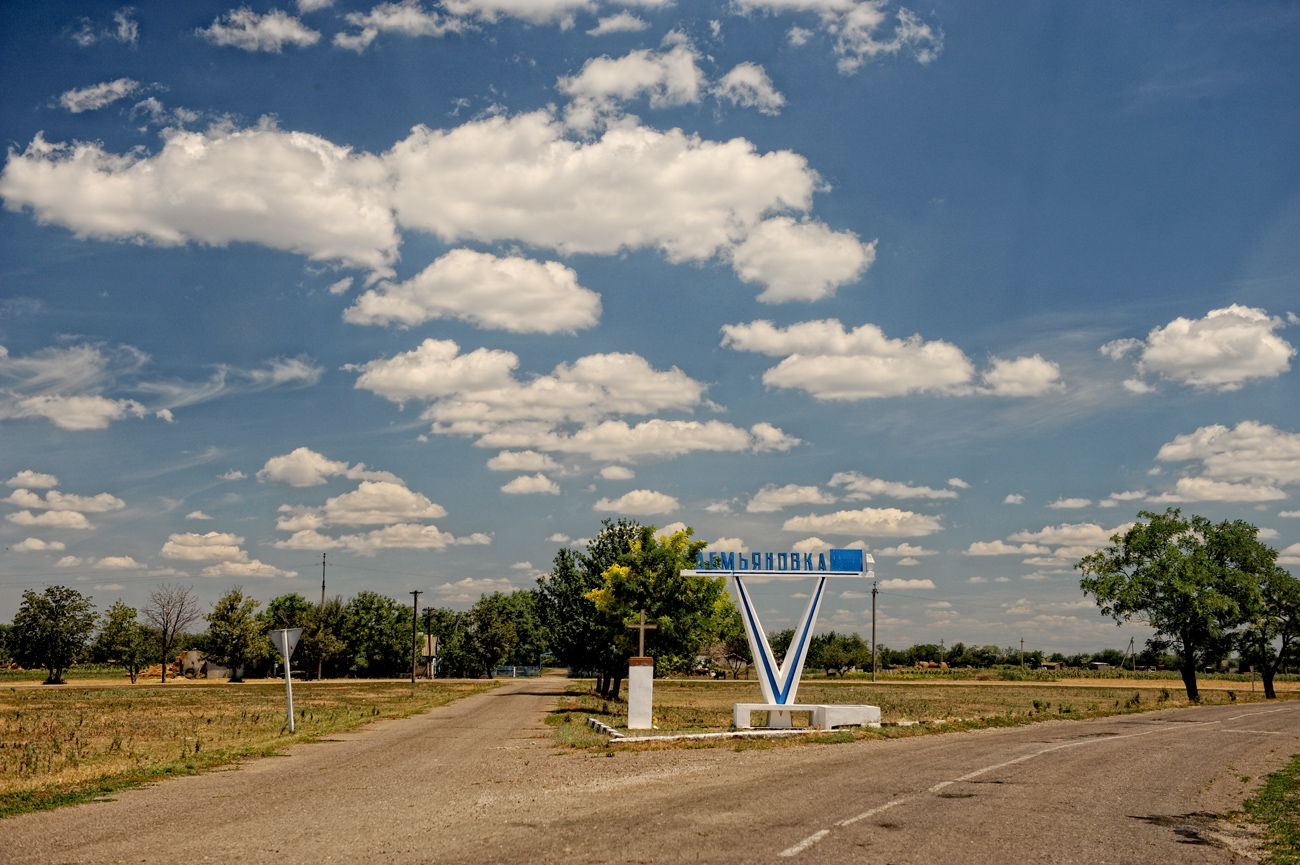
代姆亚尼夫卡

代姆亚尼夫卡（烏克蘭語：Дем'янівка）是位於烏克蘭南部的村莊，由赫爾松州海尼切斯克區的下錫羅霍濟市鎮負責管轄。該村始建於1863年，面積76.7平方公里，海拔高度64米，2001年人口888，人口密度每平方公里11.6人。